# Villadia painteri
Villadia painteri es una especie de la familia de las crasuláceas, comúnmente llamadas, siemprevivas, conchitas o flor de piedra (Crassulaceae), dentro del orden Saxifragales en lo que comúnmente llamamos plantas dicotiledóneas, aunque hoy en día se agrupan dentro de Magnoliopsida. El nombre del género fue dado en honor al Dr. Manuel Villada (1841 – 1924), quien fuera médico, botánico y editor de la revistas “La Naturaleza”, la especie V. painteri, hace referencia al apellido Painter, por Joseph Hannum Painter, quien junto con Rose colectó el ejemplar tipo en Guadalajara.

## Clasificación y descripción
Planta de la familia Crassulaceae. Planta perenne con base corta leñosa y varias ramas cortas y erectas, verde oscuro azuloso; hojas numerosas, cilíndricas, casi en forma de clava, obtusas. Inflorescencia en espiga, de 4-10 cm de largo, sépalos de 2 mm de largo, corola seca rosada; ovario grueso y corto, sin estilo. Cromosomas = 15.

## Distribución
Endémica de México, principalmente en Jalisco, también se ha reportado en Guanajuato y Zacatecas. Localidad tipo: Jalisco: Barranca de Guadalajara.

## Ambiente
No se tienen datos exactos de sus afinidades ecológicas.

## Estado de conservación
No se encuentra catalogada bajo algún estatus o categoría de conservación, ya sea nacional o internacional.